# Отрада (бухта)
Отрада (до 1972 года — Чузгова (Чазгоу), Малый Юзгол) — бухта на участке открытого берега залива Петра Великого Японского моря, у западного берега полуострова Трудный. Расположена на территории Находкинского городского округа Приморского края, в 6—7 км к западу от города Находки.

## Общие сведения
Входные мысы бухты окаймлены камнями. Северный и южный берега отвесные и скалистые. У северного и южного берегов находится глыбовый навал. К восточному берегу бухты подходит узкая долина — падь Ходи-Мировская, заканчивающаяся у воды узким песчаным пляжем. По пади протекает ручей (река Падь Отрадная/ключ Ходи-Мировский), впадающий в вершину бухты. Склоны гор, прилегающих к бухте, покрыты кустарником и травой. Бухта защищена от юго-восточных ветров. По дну бухты проложен телеграфный кабель, связывающий города Находка и Наоэцу.
До 1972 года носила китайские названия Чузгова (Чазгоу), Малый Юзгол: от «чу» — ручьи, суффикса «цзы» и «гоу» — падь, то есть Ручейная падь. Другое объяснение: название Чузыгова, вероятно, происходит от китайского гидронима Цюцзыгоу: от цю — «дикий грецкий орех», суффикса цзы и компонента гоу — «река, падь», то есть «Бухта ореховой речки».
В бухте обнажаются нижнепермские отложения чузговской свиты, представленная туффитами со спорами. На прибрежной террасе бухты Отрадной обнаружено археологический памятник — поселение раннего железного века (янковская культура). От скал северного мыса по горам (Змеиный хребет) проходит дорога, которая ведёт к городской объездной дороге. К югу от бухты расположена гора Увальная (191,1 м), которая до 1972 года носила китайское название Большой Юзгол, образованное от компонентов: «ю» — правый, суффикса «цзы» и «гоу» — падь. «Юцзыгоу» — то есть Правая падь.
20 марта 1895 года в бухте Чуз-Гоу (Чу-цзы-гоу), что в области бухты Находка, было арестовано «20 козьих и оленьих туш, 14 оленьих и 2 козьих кож, 8 оленьих выпоротков, 4 пар оленьих и 8 пар козьих рогов. Всего же здесь, по рассказам корейцев соседней солеварни, было в течение двух недель загнано и зарезано более 60 зверей». В 1931 году берега были разбиты на рыболовные участки, сохранилось название участка «105-й».
На карте РККА (состояние местности 1939—1941 годов) в вершине пади Ходи-Мировской показаны прииски, вблизи бухты — селение Кимтендон.
Берега бухты входили в ныне утраченную особо охраняемую природную территорию рекреационного назначения «Юго-западное побережье залива Петра Великого» (1998—2008).

### Краснокнижные растения
В изгибе северо-восточного склона на берегу бухты Отрада расположена роща дуба зубчатого площадью 500 м² — старейшее сообщество вида в окрестностях Находки и Партизанского района. Осока песколюбивая: собиралась С. В. Прокопенко в 1997 году в бухте на песках у моря. В ходе ревизии флоры окрестностей Находки в 2012—2016 годах эта осока не была найдена. Гонокормус маленький: затенённые скалы, в окрестностях Находки встречается очень редко (бухта Отрада и другие места). Можжевельник твёрдый: бухта Отрада, побережье между бухтами Отрада и Козина.

## Добыча золота
В прошлом на южных склонах Змеиного хребта шахтным способом добывали золото. Шахты сохранились до настоящего времени, но вход в них был взорван.
Газета «Владивосток» в 1901 году сообщала о поступивших 11 августа заявках в Южно-Уссурийском полицейском управлении об открытых золотосодержащих россыпях в местности около бухты Чузгова купца Акселя Кирилловича Вальдена и Отто Васильевича Линдгольма. Из книги «Полезные ископаемые Сибири» (1905): «Другой разрабатывающий пункт — рудники Находкинский 1-й и 2-й — расположен на восточном берегу Восточного залива, близ бухты Чузгова (AU21)… В течение 1901 и 1902 г. на руднике добыли 2 п. 8 ф. 35 зол. золота… Работа производилась частью открытыми разрезами, при чем выработано 70 пог. саж., частью штольнями (тоннелями)…»
В справочной адресной книге «Горное и заводское дело в России» (1909):
- «Находкинский 1-й, по восточному берегу… залива Востокъ, близъ бухты Чузгова… Влад. О. В. Линдгальм[24]. Разраб. С. Х. Хагемейер…»
- «Находкинский 2-й, по восточному берегу…»[25].

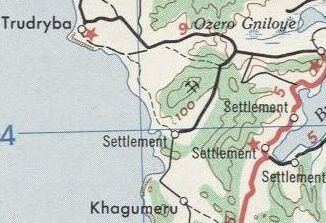
На сопках показана добыча, вблизи бухты — населённый пункт (1947)
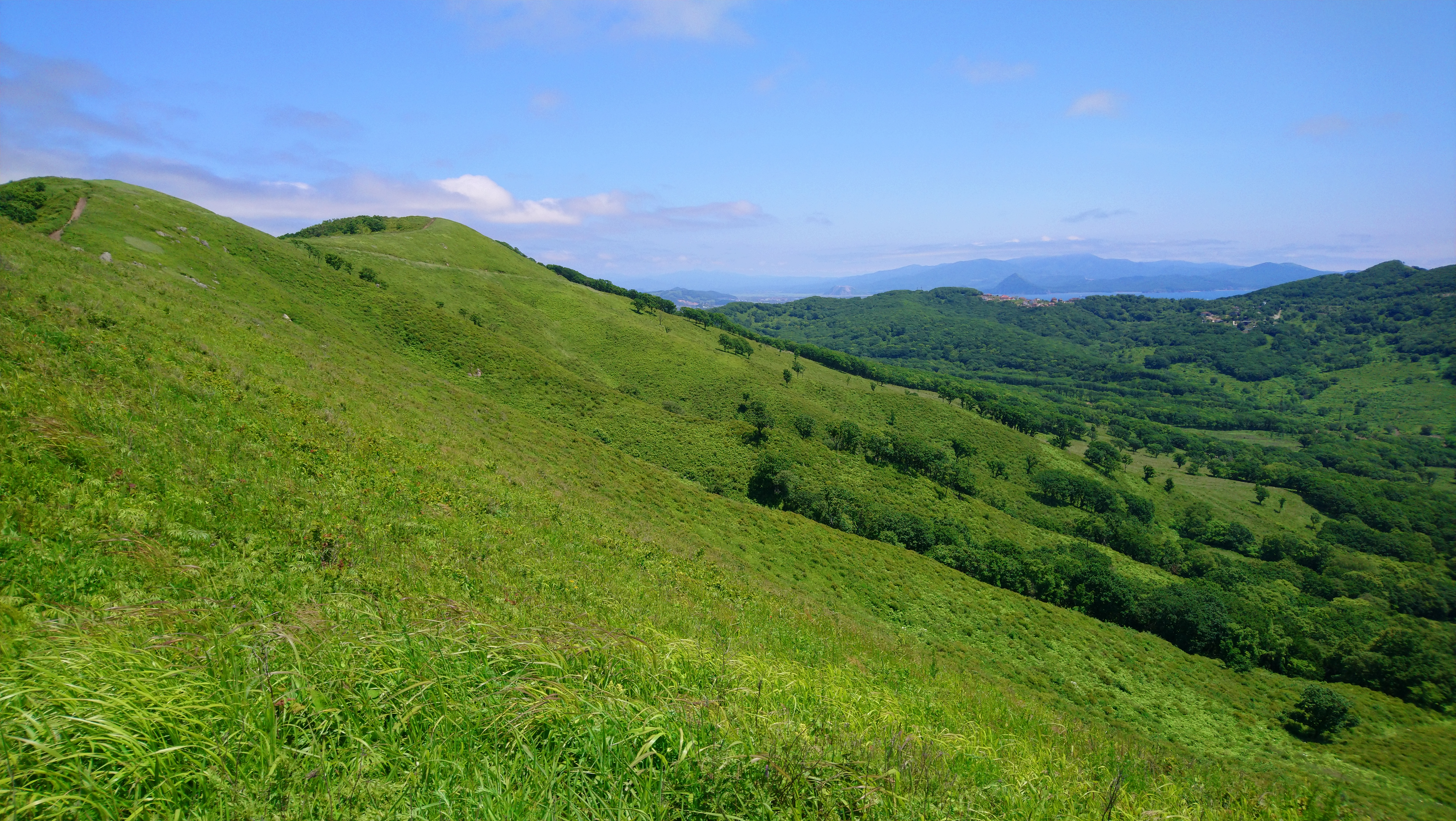
Юго-восточный склон Змеиного хребта. Падь Ходи-Мировская